# 黒瀬川進
黒瀬川 進（くろせがわ すすみ、1924年8月28日 - 1977年4月18日）は、谷川部屋、伊勢ヶ濱部屋、荒磯部屋に所属した元大相撲力士。本名は平島 進。現在の富山県氷見市出身。174cm、81kg。最高位は西十両5枚目。得意技は右四つ、寄り。

## 経歴
1941年1月場所初土俵、1947年11月場所十両昇進。10場所務めたのち、1954年9月場所限り廃業。

## 主な成績
- 通算成績：158勝188敗11休 勝率.457
- 十両成績：52勝84敗 勝率.382
- 現役在位：35場所
- 十両在位：10場所
- 各段優勝
  - 三段目優勝：1回（1945年11月場所）

### 場所別成績
| 1941年 （昭和16年） | （前相撲）         | x                | 西序ノ口34枚目 3–5 | x                       |
| 1942年 （昭和17年） | 西序二段83枚目 4–4 | x                | 西序二段50枚目 5–3 | x                       |
| 1943年 （昭和18年） | 東序二段15枚目 3–5 | x                | 西序二段19枚目 5–3 | x                       |
| 1944年 （昭和19年） | 西三段目40枚目 4–4 | x                | 東三段目28枚目 4–1 | 西三段目3枚目 0–0–5     |
| 1945年 （昭和20年） | x                  | x                | x                  | 東三段目 優勝 5–0       |
| 1946年 （昭和21年） | x                  | x                | x                  | 東幕下13枚目 4–3        |
| 1947年 （昭和22年） | x                  | x                | 西幕下6枚目 4–1    | 東十両9枚目 5–6         |
| 1948年 （昭和23年） | x                  | x                | 西十両9枚目 4–7    | 西十両12枚目 5–6        |
| 1949年 （昭和24年） | 西十両12枚目 3–10  | x                | 西幕下2枚目 9–6    | 東十両14枚目 10–5       |
| 1950年 （昭和25年） | 西十両5枚目 7–8    | x                | 西十両6枚目 6–9    | 西十両9枚目 4–11        |
| 1951年 （昭和26年） | 東幕下2枚目 10–5   | x                | 東十両12枚目 6–9   | 東十両16枚目 2–13       |
| 1952年 （昭和27年） | 東幕下11枚目 8–7   | x                | 西幕下9枚目 6–9    | 西幕下13枚目 4–11       |
| 1953年 （昭和28年） | 西幕下19枚目 7–8   | 東幕下21枚目 3–5 | 西幕下23枚目 7–1   | 東幕下6枚目 1–7         |
| 1954年 （昭和29年） | 西幕下17枚目 3–5   | 西幕下20枚目 4–4 | 西幕下18枚目 3–5   | 西幕下23枚目 引退 0–2–6 |
| 各欄の数字は、「勝ち-負け-休場」を示す。 優勝 引退 休場 十両 幕下 三賞：敢=敢闘賞、殊=殊勲賞、技=技能賞 その他：★=金星 番付階級：幕内 - 十両 - 幕下 - 三段目 - 序二段 - 序ノ口 幕内序列：横綱 - 大関 - 関脇 - 小結 - 前頭（「#数字」は各位内の序列） |                    |                  |                    |                         |

## 改名歴
- 有磯海 進（ありそうみ すすみ）1941年1月場所 - 1948年10月場所
- 有磯海 茂（ありそうみ しげる）1949年1月場所 - 1949年5月場所
- 黒瀬川 進（くろせがわ すすみ）1949年10月場所 - 1951年9月場所
- 神瀬川（かみせがわ）1952年1月場所
- 富美錦（とみにしき）1952年5月場所 - 1952年9月場所
- 黒瀬川（くろせがわ）1953年1月場所 - 1954年9月場所